# Drbákov – Albertovy skály
Národní přírodní rezervace Drbákov – Albertovy skály je chráněné území na pravém břehu Vltavy v katastrálním území vesnice Nalžovické Podhájí v okrese Příbram. Důvodem ochrany jsou společenstva skalnatých úbočí v údolí řeky Vltavy v oblasti Středního Povltaví. Jsou tu zastoupena přirozená lesní společenstva s tisem červeným a skalní stepi, kde byl zaznamenán výskyt ohrožených a vzácných druhů fauny i flory. Oblast spadá do geomorfologické oblasti Středočeská pahorkatina a geomorfologickém celku Benešovská pahorkatina. Území je ve správě CHKO Blaník.

## Historie
Název kopce Drbákova je odvozen od slova dbáti, protože dříve sloužil jako strážní místo plavby na Vltavě. Původně se tento kopec jmenoval Dbákov. U řeky pod kopcem stojí budova, která do 19. století sloužila jako silnice. V roce 1943 tu byla postavena vojenská pozorovací věž ze dřeva, ale ta byla zbořena hned po skončení druhé světové války. Albertovy skály byly pojmenovány podle někdejšího majitele statku v Nalžovicích.

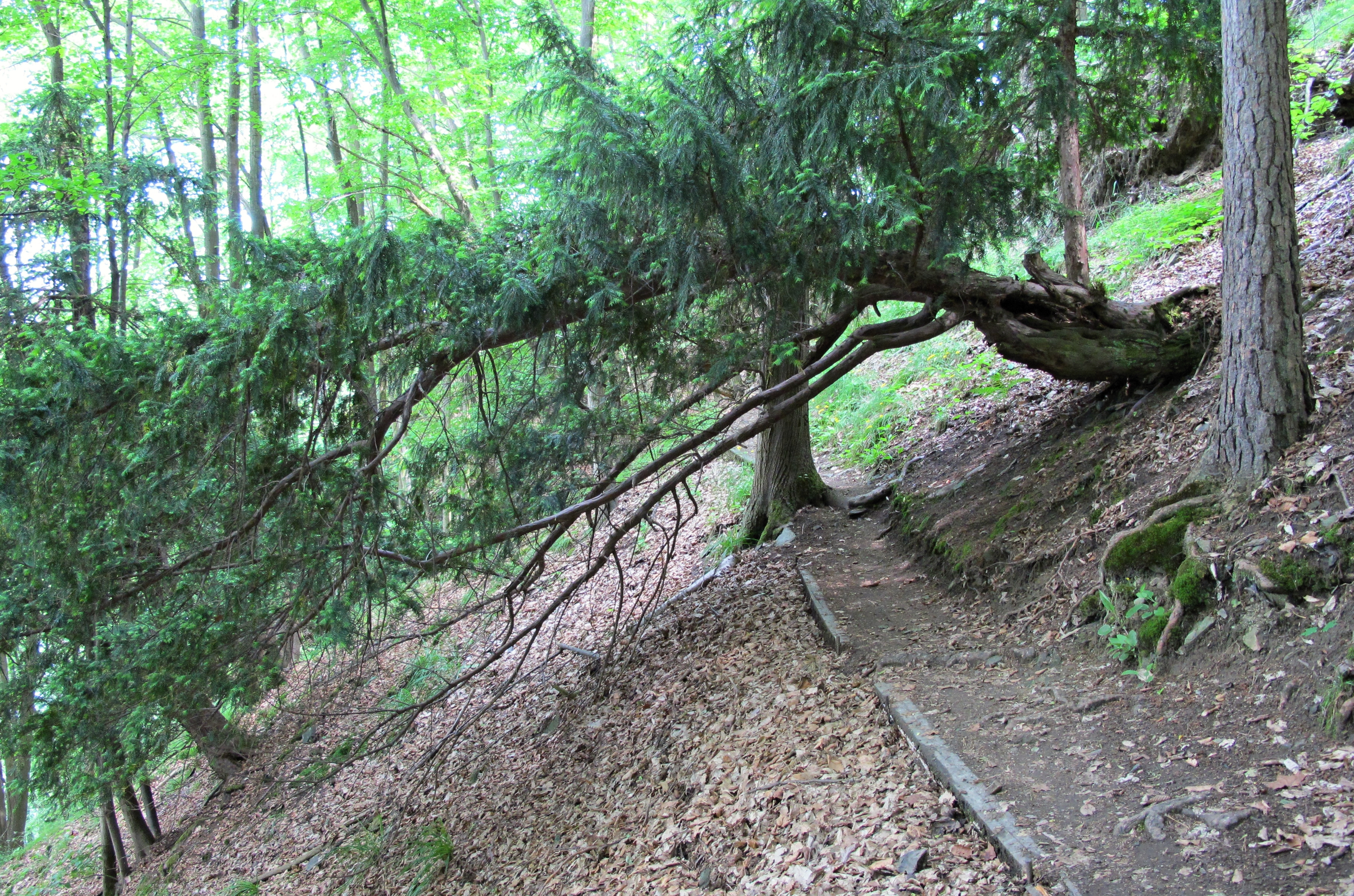
Tis červený, v NPR jich roste asi tisíc

První chráněné území, vyhlášené k 31. prosinci 1933, leželo na strmém svahu vrchu Drbákova (490 m n. m.) a bylo pojmenováno Drbákovské tisy. V roce 1977 byl vydán Ministerstvem kultury ČSR výnos 6.088/77 (platný byl od 26. ledna 1978) a k Drbákovu byla připojena oblast Albertových skal (někdy nazývány jako Bílé skály). Od 1. dubna 2008 je platná vyhláška 72/2008 Sb. vydaná Ministerstvem životního prostředí, která vyhlásila území nově jako národní přírodní rezervaci.

## Přírodní poměry
Lokalita je situována na pravém břehu řeky Vltavy, území kopíruje tvar výsepové strany zaklesnutého meandru (naproti v jesepové části je vesnice Smilovice). Chráněné území se rozprostírá mezi údolím u vesnice Oboz a rekreačním střediskem Častoboř. Je to území s velkým převýšením, nejnižší bod je v nadmořské výšce 270 m a nejvyšší v 474 m. Průměrné převýšení NPR je 150 m. Spodní část svahů je zatopena vodou Slapské přehrady. Samotný vrcholek Drbákova leží mimo hlavní chráněné území, ale je v ochranném pásmu.[zdroj?] Drbákov je od Albertových skal oddělen Racochatou roklí. Většina území je tvořena strmými svahy, jen vrcholové partie jsou pozvolné. Terén je výsledkem erozní činnosti přirozených činitelů, pouze v oblasti vrcholové plošiny je několik lůmků z neznámé doby po těžbě či průzkumu okolí.

### Geologie
Území národní přírodní rezervace leží na východním okraji jílovského pásma, které je tvořeno slabě deformovanými horninami – ryolity, andezity a bazalty.

### Podnebí
Území náleží do mírně vlhkého a mírně teplého okrsku. Průměrný roční úhrn srážek je 560 mm a průměrná roční teplota je 8 °C. Srážek je tu méně, než by pro podobnou oblast bylo obvyklé, to je způsobeno srážkovým stínem Brd. Působí zde také vliv řeky – v létě je klima přítomností řeky ochlazováno a v zimě naopak oteplováno.

### Flora

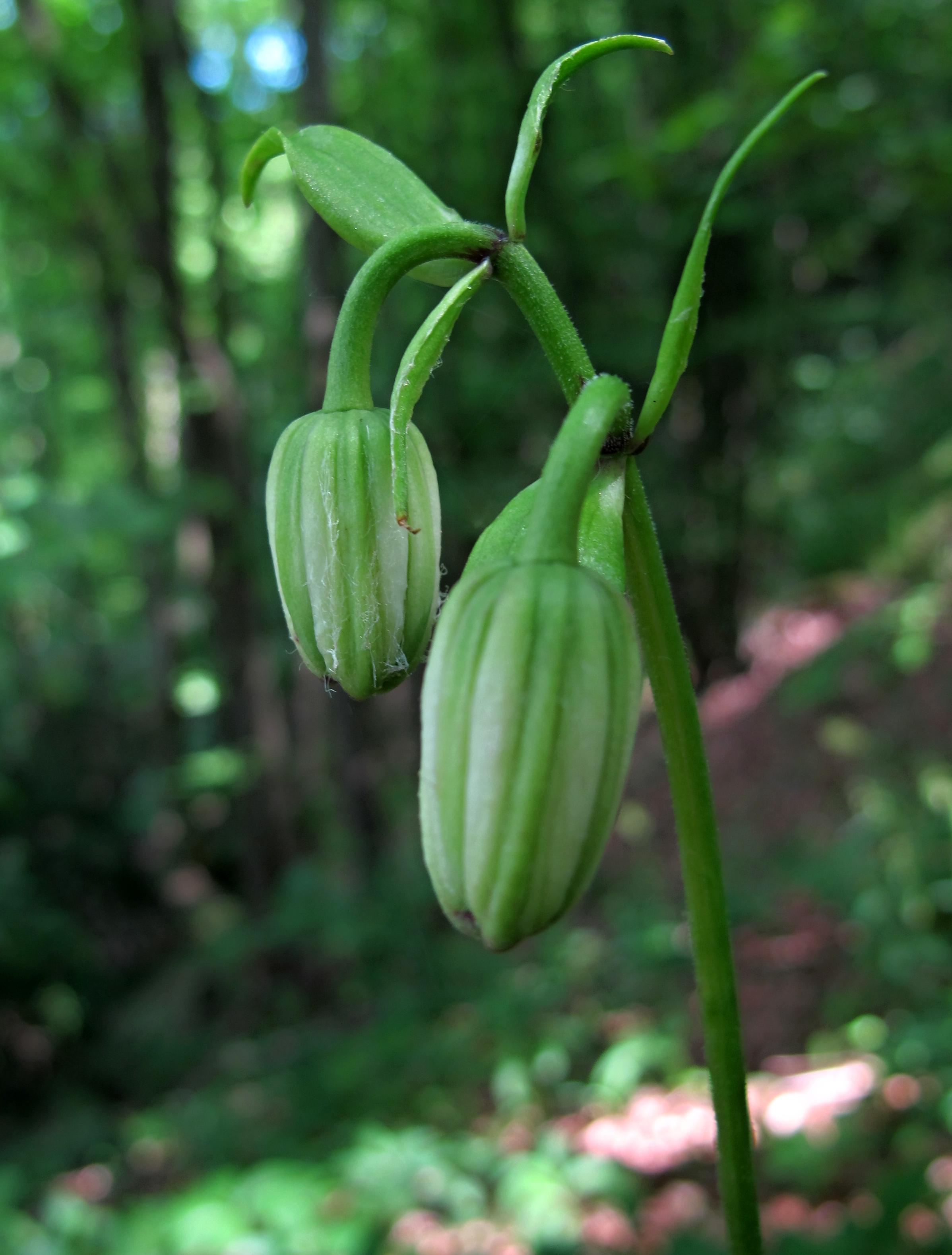
Lilie zlatohlavá před rozkvětem

Květena národní přírodní rezervace je unikátní. Zaznamenány tu byly jak teplomilné druhy, tak i druhy obvykle rostoucí v horách. Roste tu asi 450 druhů vyšších rostlin a kolem 80 z nich je v ČR na červeném seznamu.
Suťové lesy s tisem zaujímají 45 % plochy (exponované svahy Drbákova a západní svah Vltavského údolí). Asi 25 % území pokrývá xerotermní travino-bylinná vegetace (západní exponované svahy a Albertovy skály).

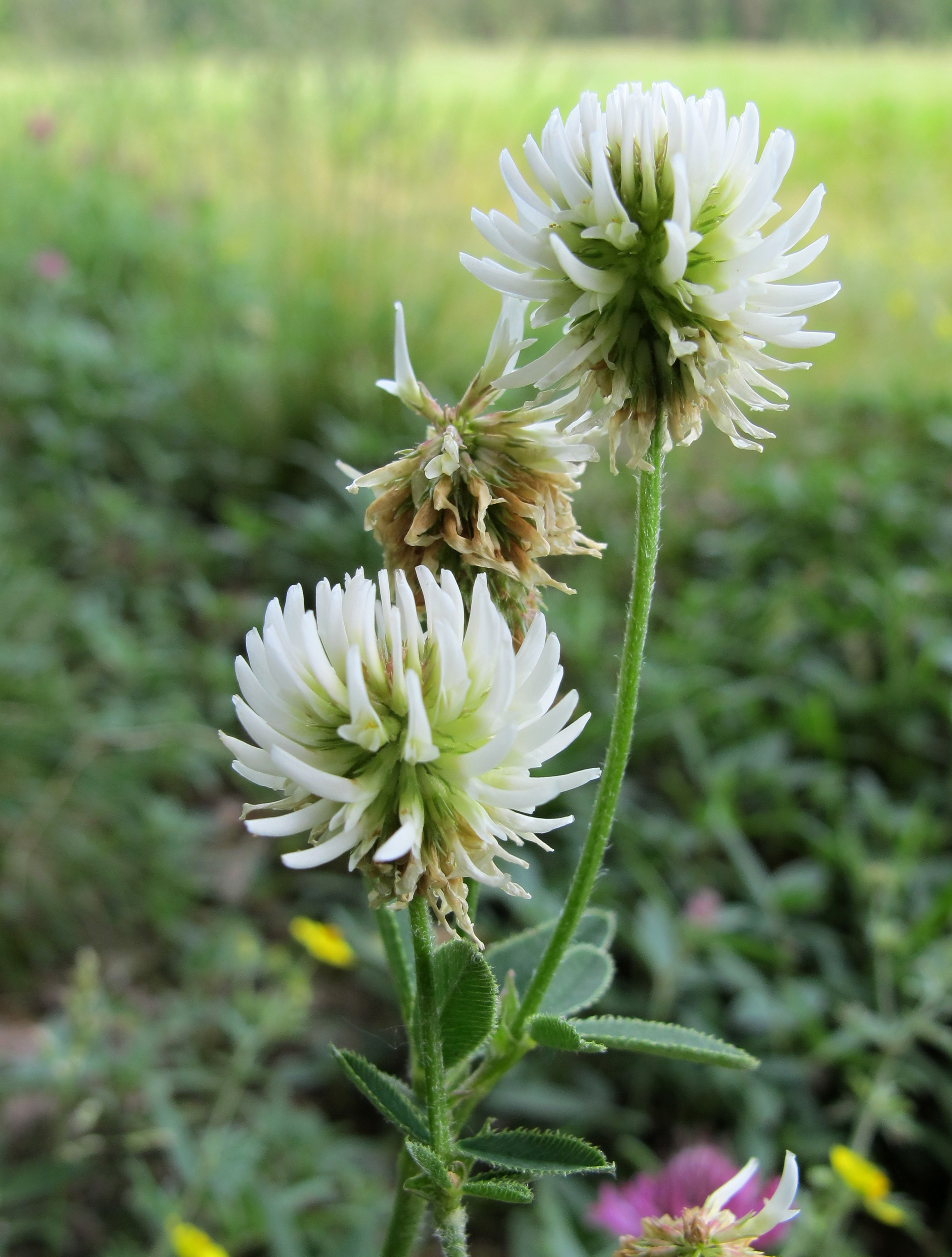
Jetel horský (Trifolium montanum) poblíž hranice NPR

Společenstva říčních náplavů jsou v nejnižších částech rezervace nad hladinou řeky Vltavy. Svahy jsou tu ale strmé a kamenité, proto toto společenstvo není dobře vyvinuto. Rostou tu kosatec žlutý (Iris pseudacorus), chrastice rákosovitá (Phlalaris arundinacea), šťovík tupolistý (Rumex obtusifolius), mochna norská (Potentilla norvegica) či tužebník jilmový (Filipendula ulmaria).
Biotop travnatých lesních lemů  se nachází při okraji chráněného území. Lemy jsou přechodové oblasti mezi lesy a loukami a jsou zde vyvinuta specifická společenstva rostlin. Jsou tu teplomilné trávníky s kostřavami (Festuca sp.) či jinými travinami. Ze vzácnějších druhů se tu vyskytuje např. jetel horský (Trifolium montanum), bělolist rolní (Filago arvensis) a černýš rolní (Melampyrum arvense). Převažují ale běžné druhy jako jsou: jitrocel prostřední (Plantago media), pryšec chvojka (Euphorbia cyparissias), jestřábník chlupáček (Hieracium pilosella), čilimník černající (Cytisus nigricans), jetel prostřední (Trifolium medium), devaterník velkokvětý (Helianthemum grandiflorum) a svízel syřišťový (Galium verum).
V lokalitě na pravém břehu Vltavy se hojně vyskytuje silně ohrožený tis červený (Taxus baccata), kvůli jehož výskytu byla rezervace v první polovině 20. století vyhlášena. Kromě přítomnosti tisu rostou v oblasti zakrslé doubravy, dubohabrové háje, habrové bučiny a skalní stepi. Z významnějších druhů rostlin zde roste chrpa Triumfettiho (Cyanus triumfettii), koniklec luční načernalý (Pulsatilla pratensis subsp. nigricans) či bělozářka liliovitá (Anthericum liliago) a bělozářka větvitá (Anthericum ramosum). Prstnatec Fuchsův, chrpa chlumní.

### Fauna
Drbákov je hnízdištěm krahujce obecného (Accipiter nisus), výra velkého (Bubo bubo), puštíka obecného (Strix aluco) a dalších dravců. V listnatých a smíšených lesích hnízdí holub doupňák (Columba oenas), lejsek šedý (Muscicapa striata) a budníček lesní (Phylloscopus sibilatrix). Ojediněle byl pozorován lejsek bělokrký (Ficedula albicollis).
Žije zde užovka hladká (Coronella austriaca), užovka obojková (Natrix natrix), mlok skvrnitý (Salamandra salamandra) či kriticky ohrožená ještěrka zelená (Lacerta viridis), která tu nemá moc silnou populaci. Z druhů savců tu žijí veverka obecná (Sciurus vulgaris), lasice kolčava (Mustela nivalis) a hranostaj (M. erminea) a tchoř tmavý (Mustela putorius).

## Přístup

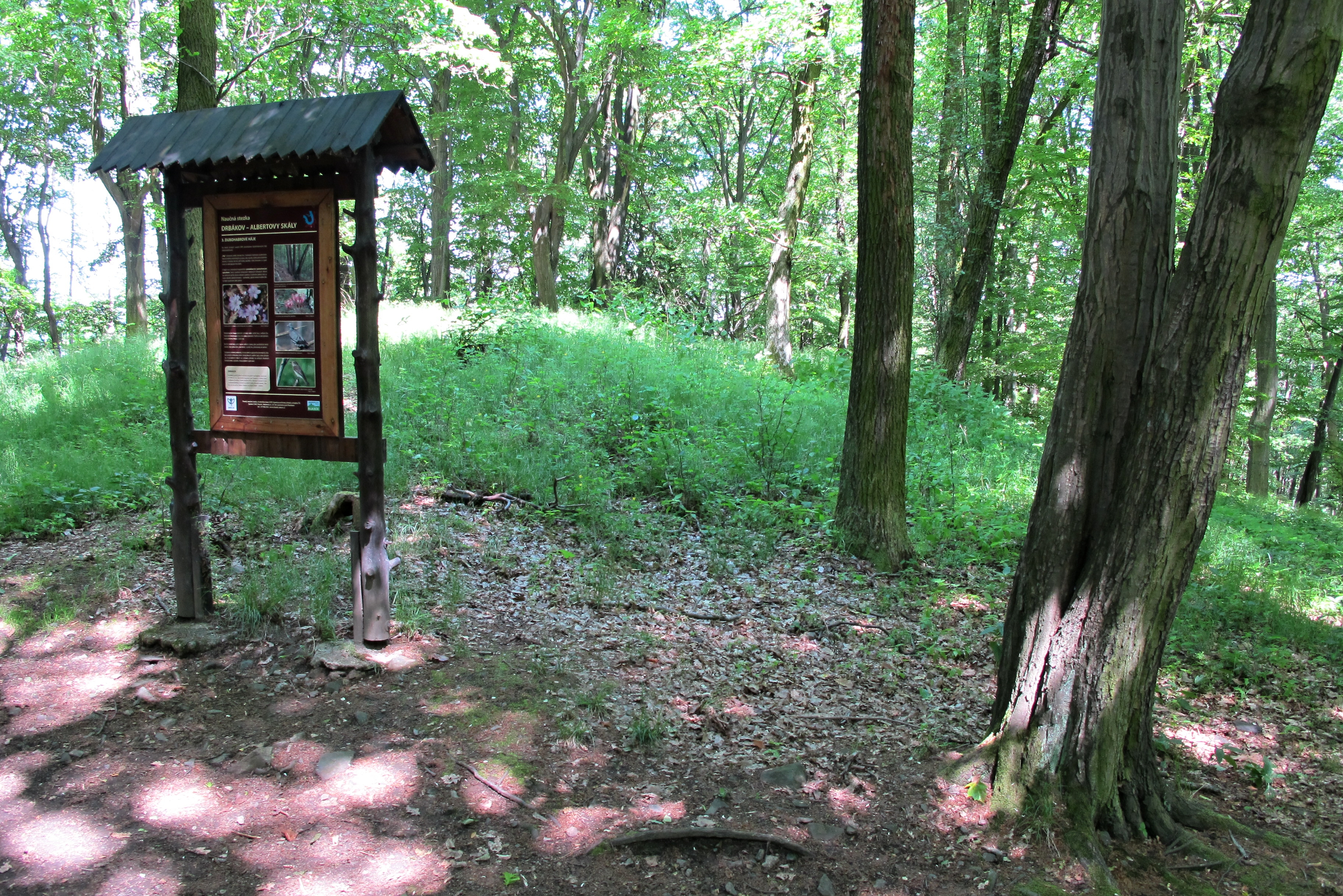
Informační panel naučné stezky pod vrcholem Drbákova

Území národní přírodní rezervace je přístupné pouze pěšky. Autem se dá dojet přes Nalžovické Podhájí k malému parkovišti nedaleko turistického rozcestníku U křížku. Odtud vedou dvě turistické značky – žlutá (směrem k Častoboři, kde končí) a modrá vede směrem na Křepenice.
Národní přírodní rezervace je přístupná rovněž po naučné stezce. Zakladatelem stezky byl Karel Bartůněk, proto je v některých pramenech naučná stezka uváděna jako „Bartůňkova stezka“. Stezka je dlouhá 7,35 km a má 11 informačních panelů, které se věnují druhovému složení zdejších biotopů, geologické stavbě, historii území atd. Stezka začíná i končí ve stejném bodě, kterým je rozcestník U křížku. Původní stezka byla zrekonstruována a znovu otevřena 8. května 2010. V chráněném území je možno se pohybovat pouze po značených cestách.

## Ohrožení
Z důvodu nepřístupného, strmého terénu není NPR příliš ohrožena. Problémem by mohly být nepůvodní druhy dřevin, které by vytlačovaly druhy původní. Z toho důvodu by se v blízké době měl vykácet trnovník akát (Robinia pseudoacacia) a smrk ztepilý (Picea abies); místy není vhodnou dřevinou ani borovice lesní (Pinus sylvestris).
Největší ohrožení lokality představuje nadměrný počet lidí, kteří se na území NPR pohybují. Naučná stezka prochází většinou chráněného území včetně jejích nejvýznamnějších částí. Vzácné druhy rostlin podél naučné stezky mohou být sešlapávány turisty a nadměrným hlukem je ovlivněné hnízdění ptáků na skalách. Na podzim je tu velké množství houbařů.

## Galerie

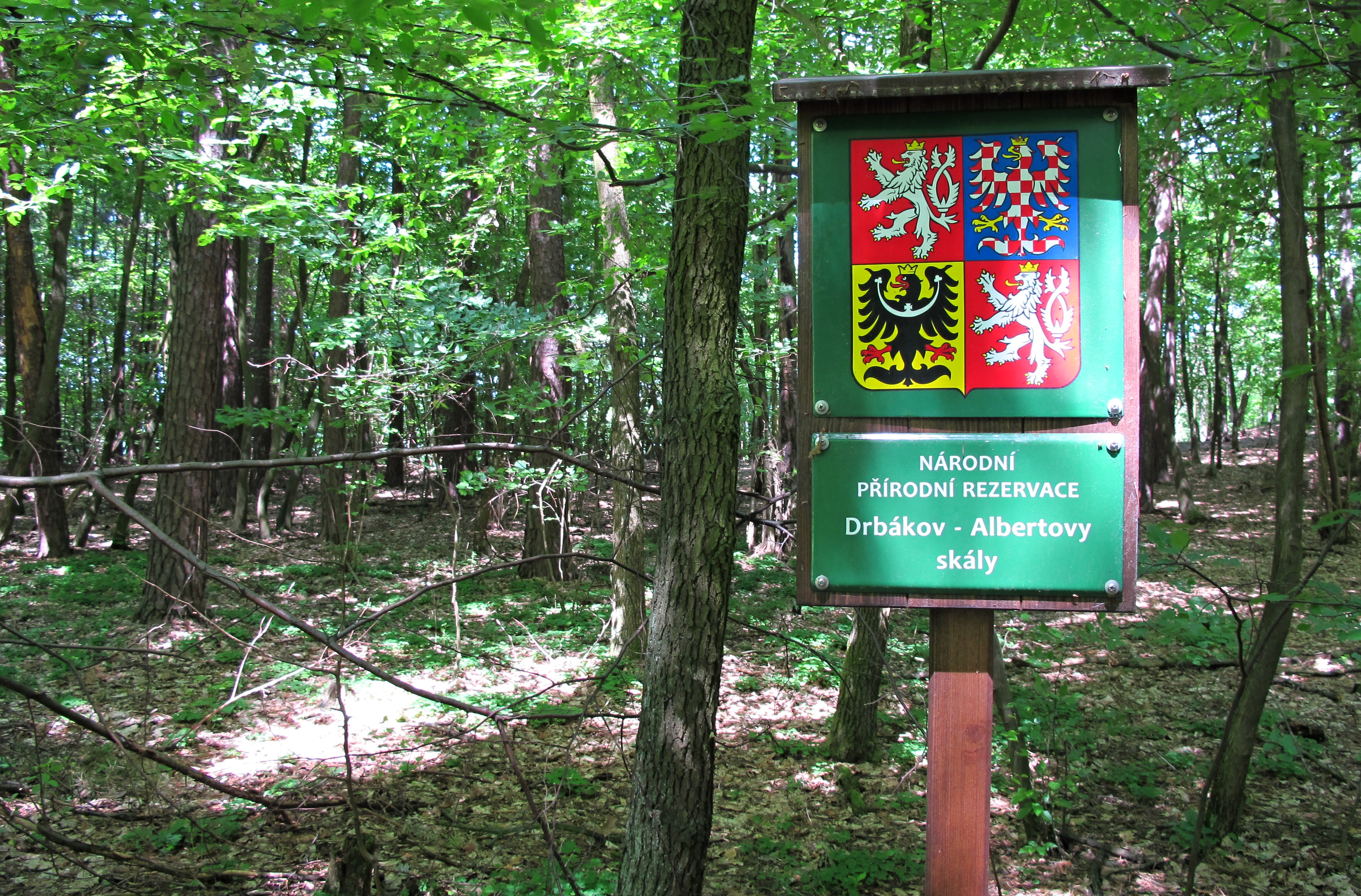
Značení NPR poblíž výchozího bodu naučné stezky
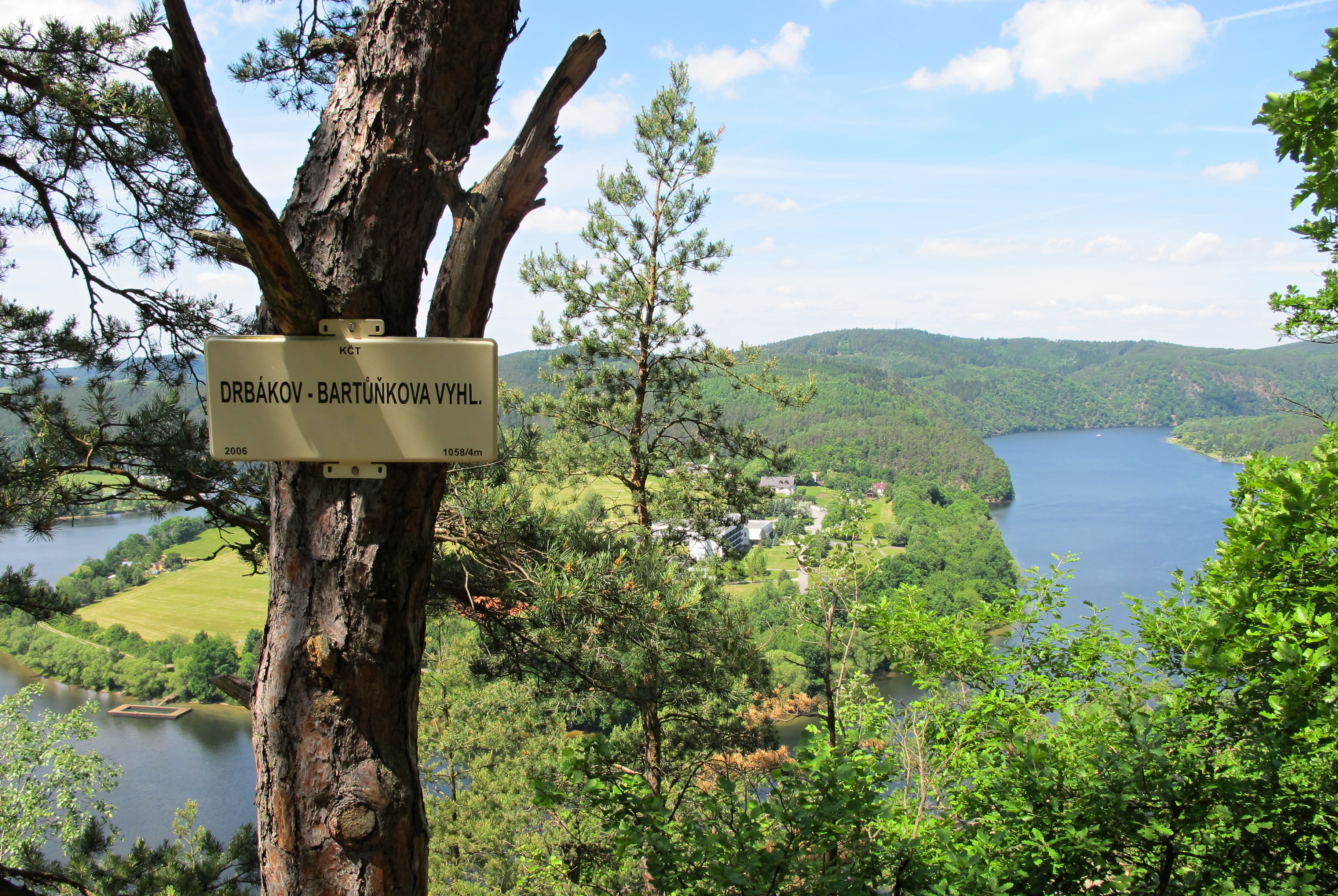
Drbákov – Bartůňkova vyhlídka nad řekou Vltavou
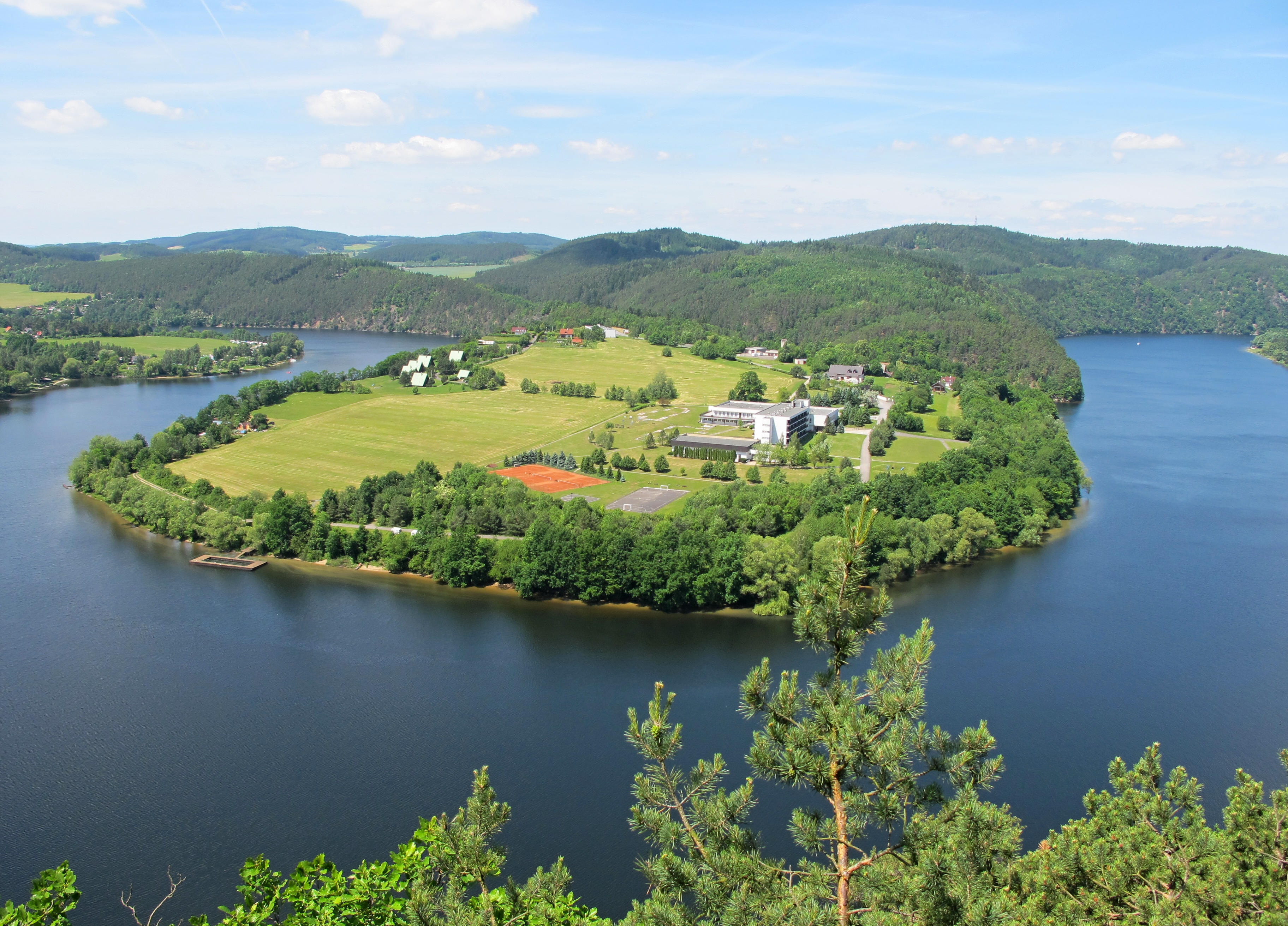
Meandr Vltavy z Bartůňkovy vyhlídky
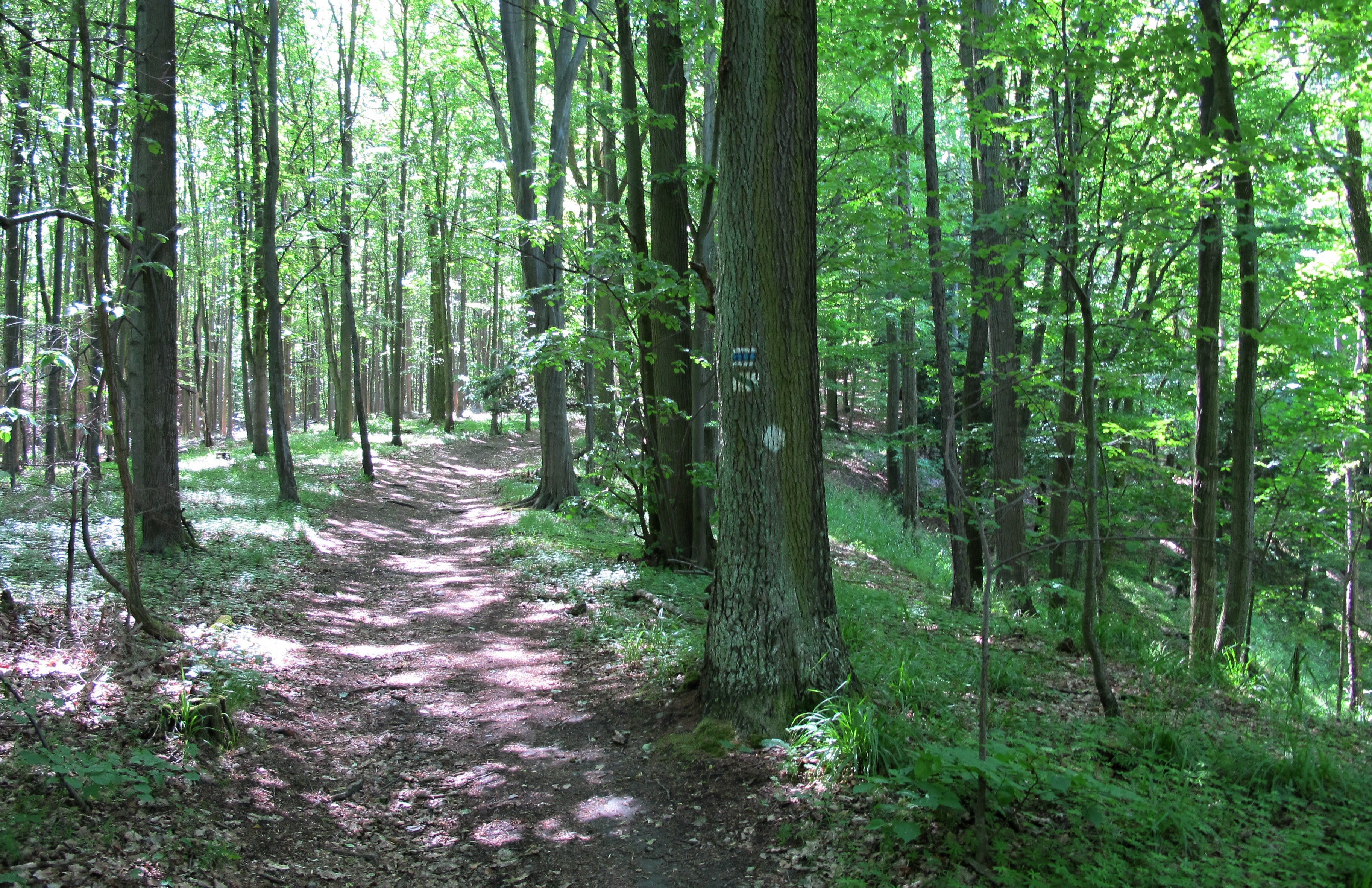
Dubohabrový háj
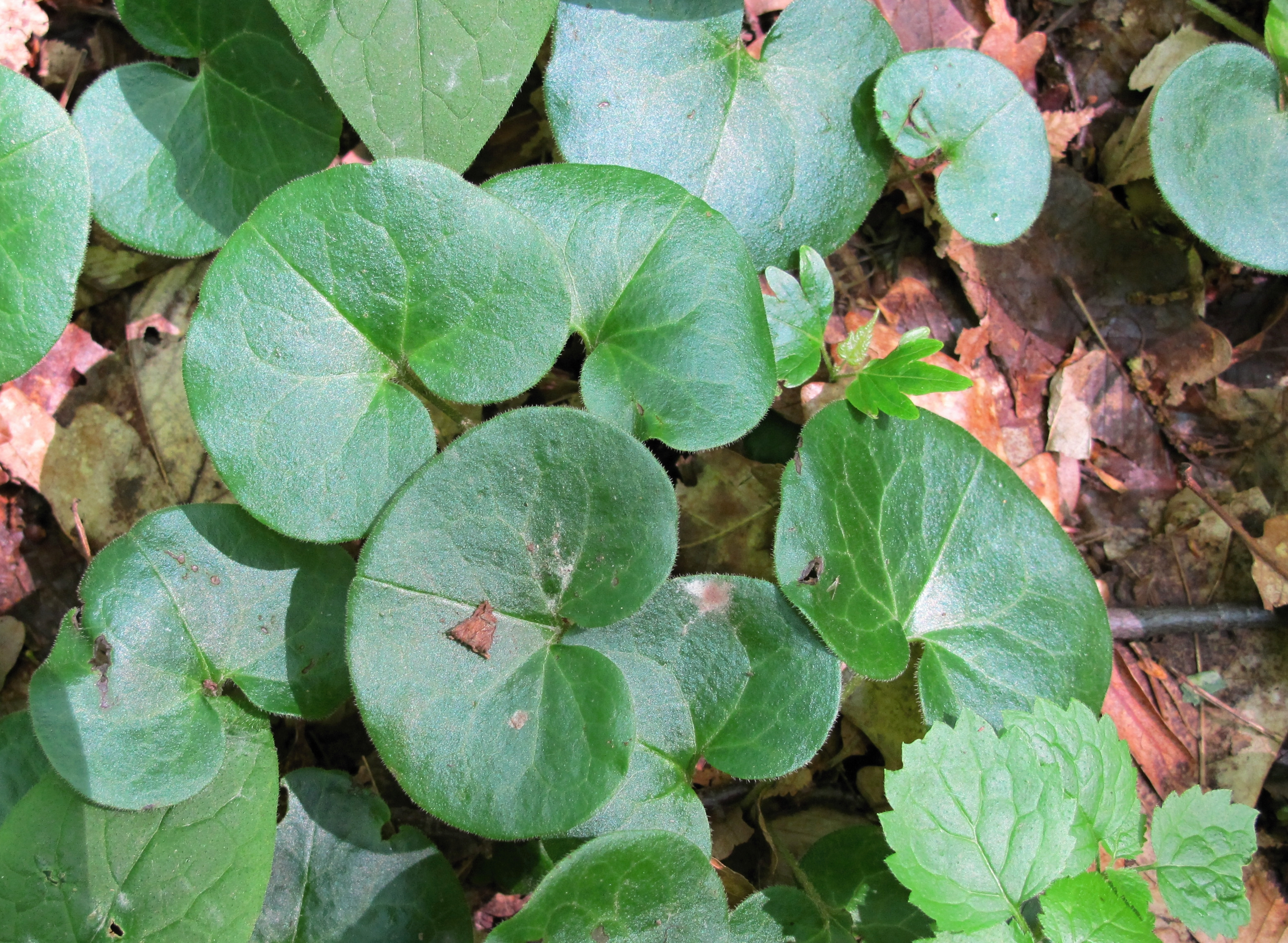
Bylinné patro – kopytník evropský
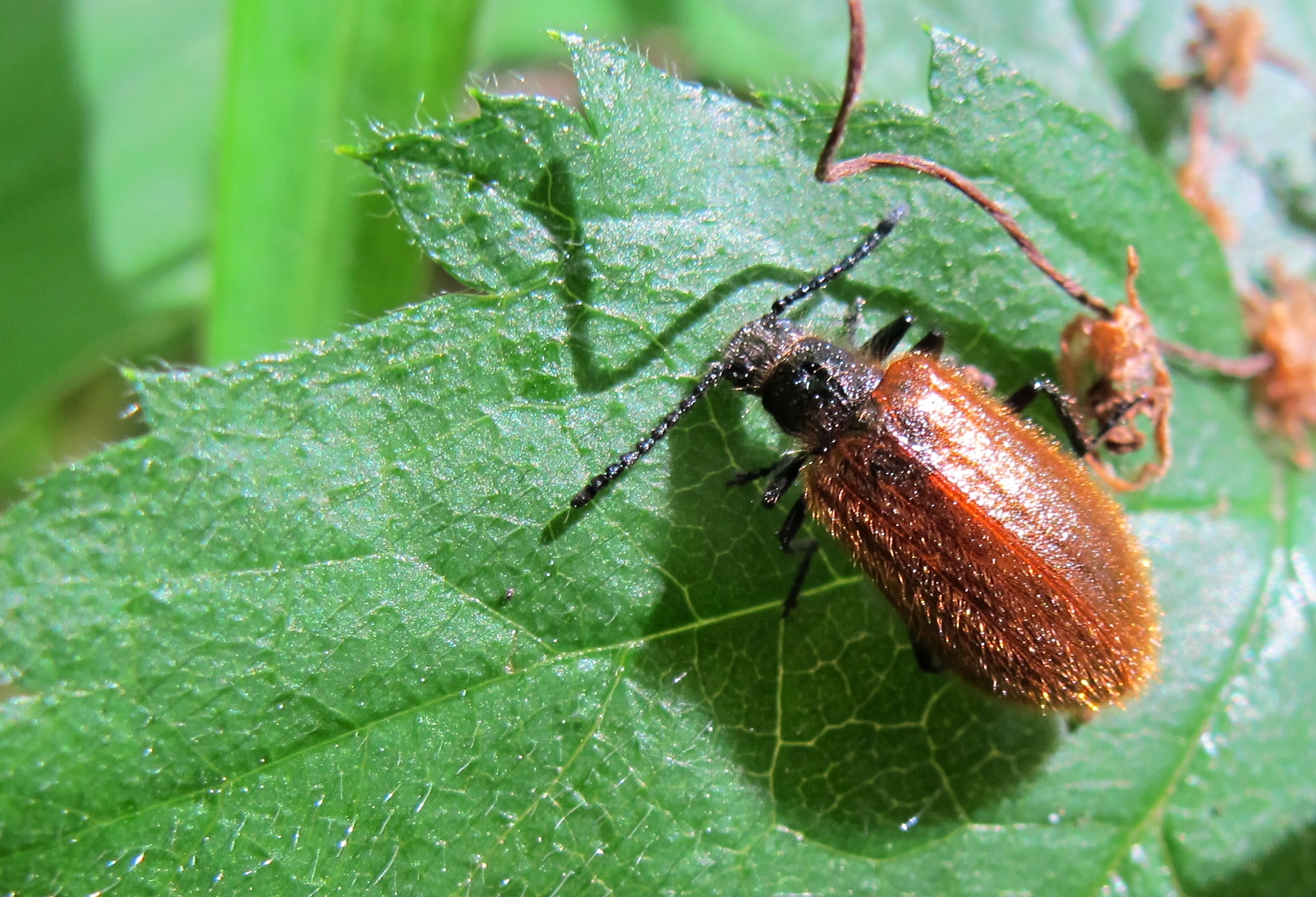
Brouk
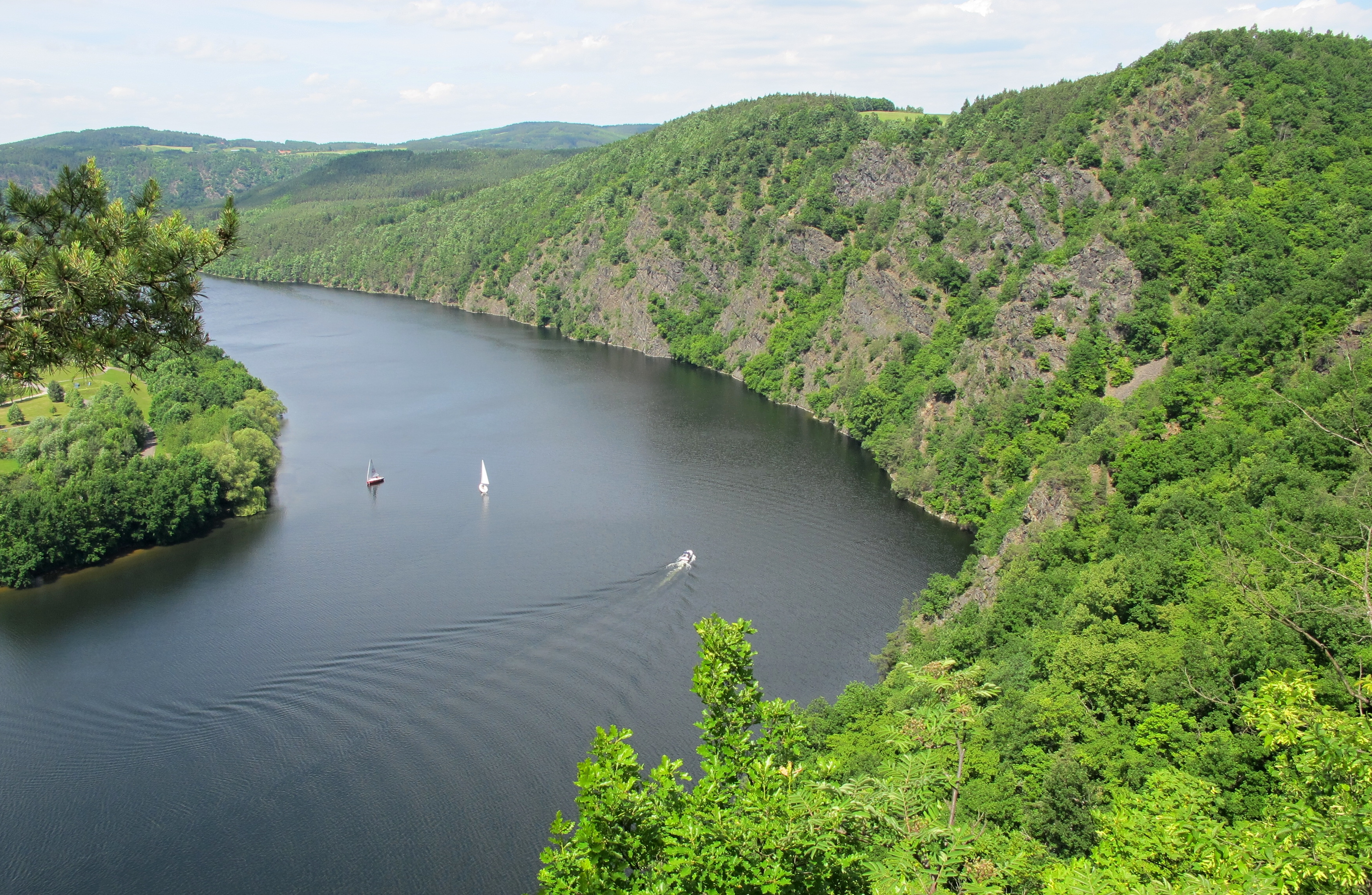
Pohled na meandr Vltavy, který je lemován Albertovými skalami